# Гимн Чили
«Национальная песня» (исп. «Canción Nacional») — государственный гимн Чили, написанный поэтом Эусибио Лильо на музыку композитора Рамона Карнисера (которая изначально должна была заменить «Чилийскую национальную песнь» в качестве гимна) и утверждённый в 1828 году. До 1847 года исполнялся с текстом «Чилийской национальной песни». 
В настоящее время при официальном использовании «Национальной песни» исполняется только её пятый куплет с припевом. В годы военной диктатуры генерала Пиночета (1973—1990) гимн исполнялся в аранжировке военного марша и с третьим куплетом, восхваляющим чилийских солдат.

## Текст гимна

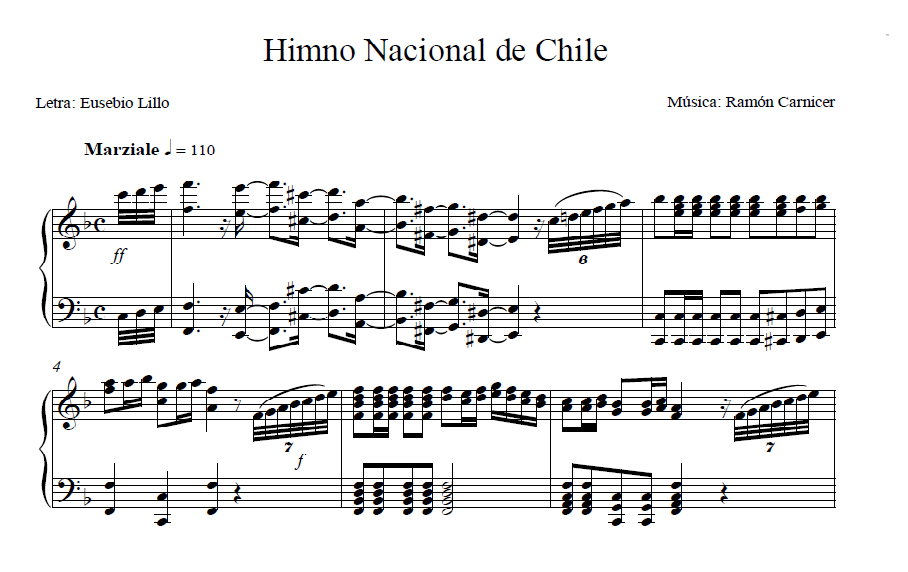
«Гимн Чили».

### На испанском
Dulce Patria, recibe los votos

 con que Chile en tus aras juró

 que o la tumba serás de los libres

 o el asilo contra la opresión.

I

 Ha cesado la lucha sangrienta;

 ya es hermano el que ayer invasor;

 de tres siglos lavamos la afrenta

 combatiendo en el campo de honor.

 El que ayer doblegábase esclavo

 hoy ya libre y triunfante se ve;

 libertad es la herencia del bravo,

 la Victoria se humilla a su pie.

II

 Alza, Chile, sin mancha la frente;

 conquistaste tu nombre en la lid;

 siempre noble, constante y valiente

 te encontraron los hijos del Cid.

 Que tus libres tranquilos coronen

 a las artes, la industria y la paz,

 y de triunfos cantares entonen

 que amedrenten al déspota audaz.

III

 Vuestros nombres, valientes soldados,

 que habéis sido de Chile el sostén,

 nuestros pechos los llevan grabados;

 los sabrán nuestros hijos también.

 Sean ellos el grito de muerte

 que lancemos marchando a lidiar,

 y sonando en la boca del fuerte

 hagan siempre al tirano temblar.

IV

 Si pretende el cañón extranjero

 nuestros pueblos, osado, invadir;

 desnudemos al punto el acero

 y sepamos vencer o morir.

 Con su sangre el altivo araucano

 nos legó, por herencia, el valor;

 y no tiembla la espada en la mano

 defendiendo, de Chile, el honor.

V

 Puro, Chile, es tu cielo azulado,

 puras brisas te cruzan también,

 y tu campo de flores bordado

 es la copia feliz del Edén.

 Majestuosa es la blanca montaña

 que te dio por baluarte el Señor,

 y ese mar que tranquilo te baña

 te promete futuro esplendor.

VI

 Esas galas, ¡oh, Patria!, esas flores

 que tapizan tu suelo feraz,

 no las pisen jamás invasores;

 con su sombra las cubra la paz.

 Nuestros pechos serán tu baluarte,

 con tu nombre sabremos vencer,

 o tu noble, glorioso estandarte,

 nos verá, combatiendo, caer.

### Перевод буквальный
Милая Родина, прими голоса

 Все, что Чили в алтарях клянутся

 Иль могилой станешь ты свободных,

 Иль оплотом против угнетения.

I

 Закончилась кровавая борьба;

 Стал уже братом вчерашний захватчик;

 Мы смыли оскорбление трёх веков,

 Сражаясь на поле чести.

 Кто вчера сгибался рабом,

 Освобождён наконец и видит себя триумфатором;

 Свобода — наследство смелого,

 Победа смиряется у его ног.

II

 Подними чело, Чили, без смущения;

 Ты завоевала своё имя в сражении;

 Всегда благородной, постоянной, храброй

 Нашли тебя дети Сида.

 Что тебя свободно спокойно короновали

 В искусстве, производстве и мире,

 И победе ты споешь тоном

 Что внушил страх в деспота смелостью.

III

 Ваши имена храбрые солдаты,

 Что вы были для страны опорой,

 Наша память пронесёт их в сердце;

 Чтобы знали наши дети тоже.

 Станьте им как кличи смерти

 Что исторгнув, ринемся мы в бой,

 И, звуча из мужественных уст,

 Заставляют всегда тирана дрожать.

IV

 Если попытаются пушки иностранные

 Наши народы осмелясь захватить;

 Обнажим немедля сталь

 И сумеем победить иль умереть.

 С их кровью высокомерной арауканской (бараньей)

 Наше незнающие наследственное мужество;

 И не дрогнет меч в руке

 Защищая Чили честь

V

 Чисто Чили твоё небо синевой,

 Свежи бризы рассекают твой простор,

 И твои поля цветами вышиты,

 Это копия счастливого Рая.

 Величава эта белая гора

 Что тебе дал бастионом сам Господь,

 И есть море, что покой твой омывает,

 Тебе обещая будущее сверкание.

VI

 Эти одежды, о Родина!, эти цветы

 Что обвивают твою плодородную почву,

 Не топтать их никогда захватчику;

 С твоей тенью их покрыл мир.

 Наши груди будут твоим бастионом,

 С твоим именем мы сумеем победить,

 Или твое благородное, прославленное знамя,

 Нас увидит павшими в сраженьи.